# تبلد الذهن
تبلد الذهن أو التبلد الذهني هو بطء في التفكير، وهو حالة شائعة للعديد من اضطرابات الدماغ. تشمل الاضطرابات التي تتميز بظهور تبلد الذهن مرض باركنسون وأشكال الفصام التي تؤدي بالتالي إلى تأخر الاستجابة والتعب. المرضى الذين يعانون من تبلد الذهن قد يصفون أو قد يظهرون عمليات تفكير بطيئة، كما يتضح من زيادة زمن الاستجابة وكذلك ضعف شديد في الذاكرة وضعف التحكم في الحركة.